# Entropy
Entropy — основная система управления пакетами в Sabayon Linux с открытым исходным кодом, распространяемая под лицензией GNU GPL v2. Представляет собой набор программ на Python, призванных облегчить и упорядочить установку программного обеспечения из бинарных пакетов, с учётом всех зависимостей.

## Возможности
- Установка пакетов из репозиториев
- Обновление установленных пакетов
- Удаление ненужных пакетов

## FrontEnd
- Equo Архивная копия от 11 июля 2020 на Wayback Machine
- Sulfur Архивная копия от 13 июля 2020 на Wayback Machine
- Rigo Архивная копия от 11 июля 2020 на Wayback Machine